# Национальная фондовая биржа Папуа — Новой Гвинеи
Национальная фондовая биржа Папуа — Новой Гвинеи  — основная фондовая биржа в Папуа — Новой Гвинее. Расположена в столице страны Порт-Морсби. Аббревиатура — «PNGX».

## История
Биржа была образована в 1999 году при финансировании центрального банка страны — Банк Папуа — Новой Гвинеи как Фондовая биржа Порт-Морсби.
В Июле 2019 года была переименована в Национальную фондовую биржа Папуа — Новой Гвинеи.